# Planet patrol
「Planet patrol」（プラネット・パトロール）は、茅原実里の楽曲。畑亜貴が作詞、渡辺和紀が作曲を手掛けた。茅原の12枚目のシングルとして2011年7月6日にGloryHeavenから発売された。

## 概要
前作「KEY FOR LIFE」から約5ヶ月ぶりのリリースであり、2011年3作目のシングル。また、4作連続で収録曲は3曲入りになっている。
本曲は、2010年7月21日にリリースされた9枚目のシングル「Freedom Dreamer」と同様に、2009年から河口湖ステラシアターで毎年開催されている自身のライブ『SUMMER CAMP』を意識したアップテンポのサマーソング。作品のコンセプトは、夏の暑さや祭りの雰囲気などの「夏にしか出来ない事」をテーマに作っていたので、茅原は「今、この瞬間」にしか作れないシングルになり、ディスクジャケットも「夏の賑やかさをジャケットでも表現できた」と感じ、今までのジャケットにはない新鮮な茅原実里を見せる事が出来た遊び心満載のジャケットになったと語っており、ジャケットイメージは表題曲のタイトルの「Patrol」から茅原が警察官に扮したWジャケット仕様になっている。また、ラジオ『RUn LAN Radio』の第1回のエンディングテーマとしても使用された。なお、茅原の楽曲が自身のラジオ番組『茅原実里のradio minorhythm』以外のラジオの主題歌として起用されるのは初。
作曲はランティス移籍後の茅原のシングルの楽曲を手掛けてきた菊田大介が携わってなく、茅原のシングルでは初のElements Gardenの作曲家が参加していない作品になった。また、本作の発売を記念したキャンペーン「協力者求ム! 〜WANTED MINORI!〜」がTwitterで開催されており、内容は本作を入手後「捜査状況報告」という形でツイートで報告するというもの。発売日の2011年7月6日には「パトロール」と称して秋葉原、新宿、池袋の店舗を訪問した。店舗訪問時に各店舗のディスプレイ展開を実際に見て感動したと語っている。また、同日限定で「みのりんポリス」としてTwitterアカウントが公開され、パトロール状況がツイートで逐一報告された。

## ミュージック・ビデオ
Planet patrol
茅原の既存のPVは楽曲の世界観を映像表現したものであったが、今作は楽曲とは異なる世界観のストーリーとして、ジャケットデザインとは全く違う雰囲気の「かるた競技大会」をモチーフにしたユーモア溢れる内容になっている。
ストーリーは、父親が借金をしてしまい母親が家を出て行くという事態になってしまったので主人公が借金返済のために「競技かるた」で賞金稼ぎをしていき、決勝戦で母親と対戦した結果、勝利し母親を越えていくという物語になっている。また、茅原以外の俳優が出演している事、リップシンクなしの映像であるのも初である。なお、PVの製作テーマは「いい意味でファンを裏切れる映像にすること」であったという。茅原は「楽曲のイメージと打って変わった、笑いと涙無しでは見れないPVになった。」と語っている。
宇宙刑事みのりんポリス プラネットパトロール
2011年11月13日、11月18日になんばHatch、Zepp Tokyoで開催された自身のファンクラブ「m.s.s」のファンクラブイベント『MINORI'S BIRTHDAY VOL.4』のVTR企画として、「Pranet patrol」の楽曲をモチーフに茅原の監修で「茅原実里第一回監督作品」と銘打って制作された特撮調の短編ドラマを交えたミュージックビデオ。
内容はCDジャケットやTwitterキャンペーンに用いられた茅原演じる「みのりんポリス」を主人公とし、悪の秘密結社CMBとの戦闘を描いた物語である。また、屋外撮影は千葉県の採石所で行われ茅原のサポートバンド「CMB」のメンバーから須藤健一が「ケニー・ブラック総統」・加藤大祐が「ダイ・ピンク少佐」・室屋光一郎が「ムロ・ブルー大尉」・山本直哉が「ナオ・グリーン中佐」・岩田ガンタ康彦が「ガン・イエロー大佐」、ランティスの音楽プロデューサーの斎藤滋が「斎藤博士」、茅原のマネージャーの瀬野大介が「瀬野博士」として出演した。
purest note 〜あたたかい音
2011年8月5日、8月6日、8月7日に開催された『Minori Chihara Live 2011 "SUMMER CAMP 3"』にて撮影が行われた。内容は舞台裏やライブ本編、開演前に収録したファンからのメッセージを含めた3日間の映像になっている。また茅原のシングルにとってはカップリング曲にPVが製作される事、1枚のシングルに収録されている複数曲にPVが製作される事、ライブ映像を使用した構成のPVであることは初。PVは2011年8月19日にYouTube、ニコニコ動画のランティスのオフィシャルチャンネル『Lantisちゃんねる』から配信された。
また2018年には茅原の河口湖ステラシアター公演10周年を記念してライブ「SUMMER CHAMPION 2018 〜Minori Chihara 10th Summer Live〜」にて改めてファン参加型のPVが制作され、2018年版のPVは7thアルバム「SPIRAL」の特典映像として収録された。

## チャート成績
2011年7月16日放送分のCOUNT DOWN TVでは21位、2011年7月4日から7月10日調査分のサウンドスキャンの週間シングルCDソフトTOP20では12位を獲得した。

## 批評
hotexpressの山本純は、ジャケットデザインは過去作品のアートデザインと違い、茅原が「夏だからこそ遊び心も大事」と語った通りの意外性があるデザインになっている。また、PVはジャケットデザイン、楽曲と全くリンクしていない「競技かるた」がテーマの親子の物語が描かれているので、聴き手は「開放的なビートに身を揺らし、シュールで且つ賑やかな世界観に思考を巡らせる事が本作の魅力である。」と批評した。
CDジャーナルは、「楽曲自体はアッパーでSF風の雰囲気が入り混じったダンスミュージック。また、ジャケットデザインは既存のジャケットデザインの路線とは一線を画したものになっている。」と批評した。

## 収録曲
1. Planet patrol [4:06]
作詞：畑亜貴、作曲・編曲：渡辺和紀
茅原の楽曲では初のラップが用いられている[8]。ラップの起用は茅原が提案した結果であったが初の試みであったため、レコーディングでは苦労したがプロデューサーの斎藤滋の助言により上手くいったと語っている[26]。また、レコーディングは楽曲の詞に「銀色のコスチューム」というフレーズが登場するため、銀色の洋服で行ったという[27]。
「夏の曲」というテーマのコンペティションから選ばれた楽曲で、茅原は初めて聴いた時にインパクトがあり「ライブでの風景が思い浮かんだ爽快な曲」という印象を持った開放感溢れる曲である。また、詞は壮大な世界観をイメージさせる「地球」や「楽園」などのフレーズが入っている[28][29]。
「目指す楽園 ここだよ」というフレーズは茅原のライブ会場を指している[26]。
2. 赤い棘のギルティ [4:21]
作詞：古屋真、作曲・編曲：増田武史（eyelis）
「熱い恋」をテーマにした曲である[14]。またテンポ200越えの楽曲で、茅原はレコーディング時に曲が速いことと曲のイメージに合ったセクシーな雰囲気を出すことに苦労したという[30]。茅原はコンサートで振付を付けて踊りたいと語っている[14]。
楽曲イメージはラテン系であり[8]、シングル曲の打ち合わせ時に「ラテン系のテイストを取り入れた曲を歌いたい」と提案した結果、リッキー・マーティンの「リヴィン・ラ・ヴィダ・ロカ」、郷ひろみの「GOLDFINGER '99」をイメージした大人な雰囲気が出ている曲になったと語っている[13][28]。茅原は「映画を見ている様な夏のいけない恋」というイメージを感じたという[14][31]。また、アートディレクションはアリスの谷村新司のイメージであったという[13]。
3. purest note 〜あたたかい音 [6:24]
作詞：こだまさおり、作曲・編曲：黒須克彦
茅原にとって新しいタイプの楽曲であったため、レコーディングは思い通りに唄うことが出来ず苦しんだという。また、楽曲の印象は「メロディや言葉のひとつひとつが優しく、暖かく、大きい」という包容力がある心暖まる曲であるという[8][32]。
東日本大震災後の5月2日、5月8日に行われたコンサートツアー『Minori Chihara Live Tour 2011 〜Key for Defection〜』の東京、札幌公演を行っていく中で感じた「音楽を通してファンと繋がっていることが幸せである」という想いが詞に反映されている。また、「この曲を通して自分の気持ちを感じて欲しい」と茅原は語っている[33][34]。
楽曲自体ミディアムテンポの温かいメロディになっており、茅原はコンサートで観客と共に合唱を行いたいと語った[13][14]。
茅原の音楽へ対する想いやファンへの気持ちが詰まっている楽曲で、茅原自身唄いながら背中を押されるような希望に満ちあふれた曲になっている[19]。

## 収録作品

### CD
| 楽曲                       | 発売日        | タイトル                         | 備考                        |
| -------------------------- | ------------- | -------------------------------- | --------------------------- |
| Planet patrol              | 2012年2月29日 | D-Formation                      | 4枚目のオリジナルアルバム。 |
| 赤い棘のギルティ           | 2013年3月13日 | Minori Chihara B-side Collection | 1枚目のベスト・アルバム。   |
| purest note 〜あたたかい音 | 2013年3月13日 | Minori Chihara B-side Collection | 1枚目のベスト・アルバム。   |

### DVD、Blu-ray Disc
| 発売日                     | タイトル                                              | 備考                             |
| Planet patrol              | Planet patrol                                         | Planet patrol                    |
| -------------------------- | ----------------------------------------------------- | -------------------------------- |
| 2012年4月4日               | Message 04                                            | 4作目のミュージッククリップDVD。 |
| 2012年7月2日               | Minori Chihara Live 2011 "SUMMER CAMP 3" LIVE Blu-ray | 5作目のライブ・ビデオ。          |
| 2012年11月14日             | Minori Chihara Live 2012 ULTRA-Formation LIVE Blu-ray | 6作目のライブ・ビデオ。          |
| 2013年1月25日              | Minori Chihara Live 2012 ULTRA-Formation LIVE DVD     | 6作目のライブ・ビデオ。          |
| 赤い棘のギルティ           |                                                       |                                  |
| 2012年7月2日               | Minori Chihara Live 2011 "SUMMER CAMP 3" LIVE Blu-ray | 5作目のライブ・ビデオ。          |
| 2012年11月14日             | Minori Chihara Live 2012 PARTY-Formation LIVE Blu-ray | 7作目のライブ・ビデオ。          |
| 2013年1月25日              | Minori Chihara Live 2012 PARTY-Formation LIVE DVD     | 7作目のライブ・ビデオ。          |
| purest note 〜あたたかい音 |                                                       |                                  |
| 2012年4月4日               | Message 04                                            | 4作目のミュージッククリップDVD。 |
| 2012年7月2日               | Minori Chihara Live 2011 "SUMMER CAMP 3" LIVE Blu-ray | 5作目のライブ・ビデオ。          |
| 2012年11月14日             | Minori Chihara Live 2012 PARTY-Formation LIVE Blu-ray | 7作目のライブ・ビデオ。          |
| 2013年1月25日              | Minori Chihara Live 2012 PARTY-Formation LIVE DVD     | 7作目のライブ・ビデオ。          |
| 2014年9月10日              | Crystal Box 〜Minori Chihara Music Clip Collection〜  |                                  |
| 2018年9月26日              | SPIRAL 初回限定版Blu-ray                              |                                  |

## クレジット
| Performed by 茅原実里       | Performed by 茅原実里                       |
| --------------------------- | ------------------------------------------- |
| Producer                    | 斎藤滋（Lantis）                            |
| Mix engineer                | 高田浩太郎                                  |
| Recording engineer          | 関朋充                                      |
| Mastering Engineer          | 袴田剛史（FLAIR MASTERING WORKS）           |
| Art direction & design      | 後藤まどか（gomagra.me）                    |
| Photography                 | 朴玉順（CUBE）                              |
| Styling                     | 谷口美夏（Jsta）                            |
| Hair & Make-up              | 清水恵美子（maroonbrand）                   |
| A&R                         | 岩下由希恵（Lantis）                        |
| Creative producer           | 小島冬樹（Lantis）                          |
| Promotion producer          | 鈴木めぐみ（Lantis）                        |
| Sales promotion producer    | 佐橋計（Lantis）                            |
| Sales promotion             | 臼倉竜太郎（Lantis）                        |
| Executive promoter          | 松村起代子（Lantis）                        |
| Fan Club Staff              | 片野安則                                    |
| Fan Club Staff              | 安田まどか                                  |
| Fan Club Staff              | 木村渚沙                                    |
| Fan Club Staff              | 有馬幸宏                                    |
| Fan Club Staff              | 成田奈穂（ROM SHARING）                     |
| Special thanks              | SCOOP MUSIC                                 |
| Special thanks              | Smile Company                               |
| Special thanks              | Peak A Soul+                                |
| Artist Brand Management     | 瀬野大介（Linkarts）                        |
| Artist Management Assistant | 大塚裕介                                    |
| Artist Management Assistant | 佐々木真理恵（avex Planning & Development） |
| Supervisor                  | 本多健二（avex Planning & Development）     |
| Executive supervisor        | 伊藤善之                                    |
| Executive producer          | 井上俊次（Lantis）                          |
| Executive producer          | 青木義人（avex Planning & Development）     |
| Special supporter           | m.s.s members                               |
| Very special thanks         | ALL FANS                                    |